# Requiem of the Rose King
Requiem of the Rose King (jap. 薔薇王の葬列, Bara-Ō no Sōretsu, dt. „Trauerzug des Rosenkönigs“) ist eine Mangaserie von Aya Kanno, die seit 2013 in Japan erscheint. Sie basiert lose auf den Dramen Richard III. und Heinrich VI. von Shakespeare und folgt dem fiktiven Leben Richard III., der als intersexuelle Person porträtiert wird, während der Rosenkriege. Das Werk wurde in mehrere Sprachen übersetzt und ist in die Genres Drama und Shōjo einzuordnen.

## Inhalt
Während der Rosenkriege zwischen den Häusern Lancaster und York wächst Richard auf, einer der drei Söhne des Grafen von York. Neben den Intrigen und gewaltsamen Auseinandersetzungen um den Thron von England konzentriert sich die Geschichte vor allem auf Richard, der mit einem intersexuellen Körper geboren stets von seiner Mutter verachtet wurde. Sein Vater aber liebte ihn immer und auch bei anderen Familienmitgliedern findet er Anerkennung und Ablenkung von seinen Identitätskonflikten. Vor diesen flieht er auch in den Kampf und will den Willen seines Vaters, den Thron für das Haus York zu erobern, erfüllen. Nachdem der Vater in der Schlacht von Wakefield gefangen genommen und von der Armee Henry VI. getötet wurde, schwören seine Söhne auf Rache und wollen das Recht auf den Thron zurückerobern. Mit des Grafen von Warwicks Hilfe kann Richards Bruder Edward den Thron besteigen und Richard wird Graf. Doch der Sohn Henrys, Edward of Westminster, und dessen Frau Margaret wollen den Thron zurückgewinnen, obwohl der König ihm längst entsagen wollte. Währenddessen begegnet Richard immer wieder Henry und Edward, ohne sich dessen bewusst zu sein: Wenn er vor dem Druck seiner Identität oder Familie in den Wald flieht oder rein zufällig dort trifft er den gutmütigen Henry, den er als einfachen Hirten kennenlernt. Die beiden von ihrer Umgebung unverstandenen, sensiblen Männer fühlen sich zueinander hingezogen und entwickeln ein tiefes Vertrauen zueinander in den wenigen Momenten, die sie miteinander verbringen. Edward von Westminster lernt Richard als einen adeligen Bekannten und schließlich Freund kennen. Edward wiederum, der um Richards Identität weiß, hatte ihn bei der ersten Begegnung für eine Frau gehalten und sich in ihn verliebt. Seither will er ihn für sich gewinnen und konkurriert mit Anne Neville, Tochter Warwicks, die sich ebenfalls in Richard verliebt hat, um dessen Gunst.
Obwohl Warwick ihm zur Macht verholfen hat, agiert Edward von York zunehmen eigenmächtig und nahm sich entgegen Warwicks Vermittlung nicht eine französische Prinzessin, sondern die niedere Adelige Elizabeth Woodville zur Frau. Sie hatte ihn verführt, um ihrer durch die Yorks abgestiegenen Familie wieder zur Macht zu verhelfen. Warwick wechselt daraufhin auf die Seite der Lancaster und kann auch den mittleren Sohn der drei Brüder, George, davon überzeugen gegen seinen Bruder in den Krieg zu ziehen. Ihn heiratet die Tochter Warwicks und Schwester Annes, Isabella Neville. Zunächst will Warwick George zum König machen, was durch die Beliebtheit Edwards fehlschlägt. Schließlich unterstützt er das Haus Lancaster direkt und verheiratet seine Tochter Anne mit Henrys Sohn Edward. Mit ihrer Unterstützung kommt Henry wieder auf den Thron. Doch Richard hält zu seinem Bruder, auch um den Willen seines Vaters zu erfüllen, und steht ihm bei. Mit neuen Truppen kehren sie nach England zurück und können die Lancaster in den Schlachten von Barnet und Tewkesbury schlagen. In Tewkesbury begegnet Richard erneut Henry und erkennt, dass es sich bei ihm um den verfeindeten König handelt. Auch die Identität Edwards wird ihm erstmals bewusst. Den gefangenen Edward erschlägt Richard noch auf dem Schlachtfeld mit seinen Brüdern. Über Henrys Schicksal ist Richard umso mehr zerrissen. Doch Richards Mutter flüstert dem gottesfürchtigen Henry ein, dass Richard ein Dämon ist. Als Richard dann Henry im Tower aufsucht und der sich verängstigt und mit Abscheu von ihm abwendet, tötet Richard auch ihn. Danach fühlt er sich leer und zu keiner Liebe mehr imstande. Die verwitwete Anne Neville wird zu seiner Frau und bringt einen Sohn zu Welt, der noch von Edward von Westminster gezeugt wurde und ebenfalls Edward genannt wird.
Unter der Herrschaft seines Bruders Edward von York wird George zwar rehabilitiert, verliert aber Macht und Einfluss. Erflüchtet sich in den Alkohol, sinkt daher im Ansehen umso mehr und wird zum Problem für das Königshaus. Der König ist ebenfalls als feierlustiger Schürzenjäger bekannt. Die Familie seiner Frau Elizabeth Woodville, mit der er zwei Söhne und eine Tochter hat, steigt in hohe Positionen auf Hof auf. Richard will seinem Bruder treu sein, hat aber zunehmend Zweifel. Unter dem Einfluss des Graf von Buckingham, der Richard schon lange als „seinen“ Königskandidaten auserkoren hatte, begehrt er zunehmend selbst den Thron. Dabei gehen auch Gerüchte über seinen dämonischen Körper um, die Gegner streuen. Schließlich wird Buckingham Richards Körper offenbart. Sie gehen einen Bund ein, keine Geheimnisse voreinander zu haben, und werden ein Liebespaar. Unter dem Drängen und durch die Ränkeschmiede Buckinghams werden nach und nach die Konkurrenten Richards ausgeschaltet. Richard sieht sich dabei selbst immer mehr als der gottlose Dämon, für den ihn seine Mutter schon immer hielt. George wird nach einem Skandal um einen möglichen Verrat von Buckinghams Untergebenen James Tyrell getötet. Der König stirbt an Krankheit und für seinen Sohn wird zunächst einer der Woodvilles bestimmt, doch nachdem auch ihnen Verrat vorgeworfen und sie überlistet und ermordet wurden, bleibt nur Richard als Regent. Er lässt die Söhne zu illegitimen Erben erklären und besteigt als einzig verbleibender Erbe seines Vaters selbst den Thron.
Nachdem Richard mit Buckingham das gemeinsame Ziel erreicht hat, zerbricht die Beziehung der beiden: Als König muss Richard Abstand zu Buckingham halten. Obwohl der dies Richard selbst zunächst riet, wollen beide nicht voneinander getrennt sein. Das Vertrauen der beiden zerbricht, als Buckingham erst jetzt erfährt, dass Edward nicht Richards Sohn, sondern der Sohn Edwards von Westminster ist. Zudem geht es dem König nun nicht mehr um Rache oder seinen Vater, sondern gemeinsam mit Anne ein besseres, friedlicheres Land für ihren Sohn aufzubauen. Buckingham dagegen merkt, dass es ihm eigentlich immer um Richard und nie um den Thron ging. Nach einem missglückten Versuch, Richard zu einem gemeinsamen, heimlichen Leben zu zwingen, wendet sich Buckingham gegen ihn. Nach der Krönung nimmt er Kontakt zu den Gegnern der Yorks auf, unter ihnen der Graf von Richmond. Dieser ist ein Neffe der Lancasters und arbeitet seit längerem an Verleumdungen gegen Richard, um selbst König zu werden. So ließ er die von Richard ihres Erbes beraubten Prinzen im Tower von Tyrell ermorden, um dies dem König anzuhängen. Der Henry VI. sehr ähnliche Tyrell wird immer enger an Buckingham gebunden, da er von ihm die Liebe lernen will, die er zwischen ihm und Richard beobachtet hat. Tyrell soll auch Richard töten, wenn die Zeit dafür gekommen ist. Schließlich stellt Buckingham Richard ein Ultimatum mit dem Ausweg, in ein gemeinsames Leben im inneren Exil zu fliehen. Doch der Angriff der Verschwörer erfolgt zu früh. Sie werden besiegt und Buckingham vom trauernden Richard selbst als Verräter hingerichtet. Auch nachdem der Aufstand niedergeschlagen wurde, findet Richard keinen Frieden: Der von Richard geliebte Sohn wird krank und dessen Tod vorgetäuscht, ehe er heimlich in ein neues Leben geschickt wird. Anne stirbt bald darauf an Tuberkulose. Richmond tritt mit einer neu aufgestellten Armee auf, um den König herauszufordern. Er verbreitet weiter Geschichten vom dämonischen König, von dem England befreit werden müsse und kann viele am Hofe für sich gewinnen. Schließlich treffen beide in der Schlacht von Bosworth aufeinander. Richard trifft auf Tyrell, der ihn an seine Liebe zu Henry VI. und seinen Werdegang erinnert und ihn seiner Ziele bewusst werden lässt, sodass er gestärkt in den Kampf ziehen kann. Während Richard sich seiner Niederlage bewusst wird, rettet ihn der als Richard verkleidete Tyrell, der an seiner statt im Kampf fällt. William Catesby, der Richard seit Kindestagen begleitet und ihn seit langem heimlich liebt, bringt den schwer verletzten Richard vom Schlachtfeld. Richmond wird nach dem Sieg unbestrittener König Englands und feiert sich als Befreier vom dämonischen König Richard.

## Buch-Veröffentlichung
Die Serie wurde ab dem 4. Oktober 2013 (Ausgabe 10/2013) bei Akita Shoten im Magazin Princess veröffentlicht. Die Serie wurde am 6. Januar 2022 abgeschlossen. Die Kapitel wurden auch gesammelt in 17 Bänden herausgebracht. Von März 2018 bis April 2023 erschien eine deutsche Fassung bei Carlsen Manga mit allen Bänden. Die Übersetzung stammt von Alexandra Klepper. Eine englische Übersetzung erscheint bei Viz Media, eine französische bei Editions Ki-oon (Le Requiem du roi des roses), eine italienische bei Edizioni Star Comics und eine chinesische bei Tong Li Publishing in Taiwan.
Ein von Kineko Abekawa gezeichneter Ableger erschien von Januar 2021 bis September 2023 im gleichen Magazin unter dem Titel King of Idol Bara-Ō no Gakuen (キング・オブ・アイドル 薔薇王の学園).
Ein Ableger von Aya Kanno mit dem Titel Bara-Ō no Sōretsu: Gaiden (薔薇王の葬列 外伝) erschien vom März 2022 bis September 2023 und wurde auch in drei Sammelbänden veröffentlicht. Diese erschienen von November 2024 bis März 2025 vollständig auf Deutsch bei Carlsen als Requiem of the Rose King: Die Königin und der Ritter der Rose.
In Japan erschienen im Juni 2019 ein Artbook zur Serie unter dem Titel Bara-Ō no Sōretsu Irasuto-shū: Keikyoku no Hitsugi (「薔薇王の葬列」イラスト集　荊棘の棺). Am 15. Dezember 2021 erschien eine Romanfassung, geschrieben von Yō Makusu.

## Hörspiele
Zum Manga erschienen drei Hörspiele bei Akita Shoten. Das erste als Beilage zum Magazin Princess im Januar 2016. Das zweite als Beilage zum Band 7 im Januar 2017. Das dritte schließlich dann im Februar 2017 wieder in einer Ausgabe des Princess. Es sprachen in jeder der Aufnahmen Mitsuki Saiga Richard III und Daisuke Namikawa als Henry VI.

## Anime-Fernsehserie
Bei Studio J.C.Staff entstand eine Adaption als Anime-Serie zum Manga mit 24 Folgen. Hauptautor war Hiroki Uchida und Regie führte Kentarō Suzuki. Die künstlerische Leitung lag bei Kentaro Izumi und das Charakterdesign entwarf Chikara Hashizume. Die Tonarbeiten leitete Yoshikazu Iwanami und für die Kameraführung war Akihiro Takahashi verantwortlich.
Die Serie wurde vom 9. Januar bis 26. Juni 2022 von den Sendern Tokyo MX, BS11, Sun TV und KBS Kyoto in Japan ausgestrahlt. Wakanim beziehungsweise nach dessen Übernahme Crunchyroll veröffentlichte den Anime parallel in Deutschland mit deutschen Untertiteln. Funimation Entertainment bringt in Amerika Synchronfassungen in Englisch, Spanisch und Portugiesisch online heraus.

### Synchronisation
| Rolle           | Japanische Stimme (Seiyū) |
| --------------- | ------------------------- |
| Henry           | Hikaru Midorikawa         |
| Richard         | Mitsuki Saiga             |
| Edward          | Kōsuke Toriumi            |
| Joan of Arc     | Aoi Yūki                  |
| Earl of Warwick | Satoshi Mikami            |
| Queen Margaret  | Sayaka Ohara              |

### Musik
Die Musik der Serie wurde komponiert von Kō Otani. Das Vorspannlied ist Ware, Bara ni Insu von Makoto Furukawa.

## Bühnenstück
Eine Bühnenadaption der Geschichte wurde vom 10. bis 19. Juni 2022 in der Nippon Seinenkan Hall in Tokio aufgeführt. Regie führte Fumiya Matsuzaki und das Skript schrieb Hiroki Uchida, der bereits an der Fernsehserie beteiligt war. Die Hauptrolle wurde von zwei Personen übernommen: Yumi Wakatsuki als weiblicher Richard und Sayato Arima als männlicher Richard.

## Rezeption
Der siebte Band verkaufte sich in der ersten Woche etwa 15.000 mal in Japan und gelangte damit auf Platz 47 der Manga-Verkaufscharts.
Die Kritiker von Anime News Network und Comicsalliance loben die ungewöhnliche freie Umsetzung der Geschichte basierend auf historischen Ereignissen und den Dramen Shakespeares. Damit erreiche die Autorin eine Auseinandersetzung mit Gender und Sexualität vor dem Hintergrund des historischen Englands und den Intrigen des Rosenkriegs und damit eine gelungene Mischung der Vorlagen mit typischen Elementen des Shōjo-Manga. In der Thematisierung der Geschlechterrollen sei die Serie daher auch mit Aya Kannos älterem Werk Otomen zu vergleichen, das allerdings im heutigen Japan spielt. Fans der Shakespeare-Stücke oder historisch korrekter Darstellung könnten allerdings wenig Freude an dem Manga haben. Rebecca Silverman lobt auch die detaillierte zeichnische Umsetzung, die bisweilen eher Fantasy-Atmosphäre aufkommen lasse, jedoch seien manche Hintergründe und Seitengestaltungen überfrachtet und die Geschichte daher nicht immer einfach und flüssig zu lesen.